# シガーロング
シガーロングは、吉本興業東京本社（東京吉本）に所属していたお笑いコンビ。東京NSC11期生。2007年12月解散。

## メンバー
- 山西 章博（やまにし あきひろ）1982年11月29日徳島県生まれ。ツッコミ担当。
  - 趣味は、音楽鑑賞で、特技はギター、ベース演奏。
  - 尊敬する芸人は、リットン調査団とバッファロー吾郎
  - 解散後は元「ブルースタンダード」の小浜隆次とのコンビ「トンファー」を経て、大貫さん（元「タカダ・コーポレーション」）との夫婦コンビ「夫婦のじかん」として活動中。

- 藤田 力（ふじた　りき）1980年6月22日大阪府柏原市生まれ。ボケ担当。
  - 趣味は、飼っている猫と遊ぶ事で、特技はドラム演奏(8年間もしていた)とボイスパーカッション。
  - 尊敬する芸人は、ライブで共演した人たちを中心にたくさんいる。
  - 解散後は、元「TOKYO無鉄砲」の豊田大祐と「ふじすけ」として活動をするもそのコンビも解散、芸人を引退する。2014年5月に結婚をした。
  - 大阪府立清水谷高等学校卒業。

## 出演番組
- エンタの神様（日本テレビ、2008年6月7日、藤田のみ）

キャッチコピーは「音ボケのV.P.(ボイスパーカッション)」。「力」というキャラで出演。
- TV☆Lab（BSフジ、2009年3月18日「千原兄弟プレゼンツ　ザ・タイコバン」、ピン芸人「力」として）